# Servizio informazioni della Marina Militare
Il Servizio informazioni della Marina Militare (SIMM) sarebbe stata una struttura "riservata" della Marina Militare italiana, ovvero di raccolta informazioni, parallela al servizio informativo ufficiale, il "SIOS Marina Militare".